# Notre-Dame-de-Bondeville
Notre-Dame-de-Bondeville és un municipi francès del departament del Sena Marítim, a la regió de Normandia. Està agermanat amb la ciutat d'Olot